# Robert Fabre
Robert Fabre (* 21. Dezember 1915 in Villefranche-de-Rouergue, Département Aveyron; † 23. Dezember 2006 ebenda) war ein französischer Politiker der Parti républicain, radical et radical-socialiste (PR) sowie später der Mouvement des Radicaux de Gauche (MRG).

## Leben
Fabre, von Beruf Apotheker, war ursprünglich Mitglied der Parti Radical und war zwischen 1953 und 1983 Bürgermeister seiner Geburtsstadt Villefranche-de-Rouergue, einer Kleinstadt in der Region Midi-Pyrénées. Bei den Parlamentswahlen 1962 wurde er als Kandidat der PR erstmals zum Abgeordneten der Nationalversammlung gewählt und gehörte dieser bis 1981 an. 
Nachdem die PR seit den 1960er-Jahren eine weniger bedeutende Kleinpartei wurde, die vom linken zum rechten Zentrum übergegangen war, spaltete die Partei sich 1972 an der Frage, ob man gemeinsam mit den Kommunisten den Sozialisten François Mitterrand bei der Präsidentschaftswahl 1974 unterstützen sollte. Die Befürworter der Idee schlossen sich in der Mouvement de la gauche radicale-socialiste (MRGS) zusammen, das später in Mouvement des Radicaux de Gauche (MRG) umbenannt wurde und dessen Präsident Fabre zwischen 1972 und 1978 war.
Unter seiner Führung schloss sich das MRG, das die Mehrzahl der radikalen Abgeordneten umfasste, vor den Parlamentswahlen 1973 mit der Parti socialiste von François Mitterrand und der Parti communiste français (PCF) unter Georges Marchais zur Union de la Gauche (Linksunion) zusammen. Damit war Fabre nach Mitterrand und Marchais einer der drei Führungspersönlichkeiten der Allianz aus Sozialisten, Kommunisten und Radikalen. Seine Ablehnung des vom Generalsekretär der PCF Marchais propagierte Verstaatlichungsprogramm führte letztlich zur Trennung der drei Linksparteien Ende der 1970er Jahre. 1978 folgte ihm Michel Crépeau als Präsident der MRG.
Fabre selbst verzichtete auf eine erneute Kandidatur bei den Wahlen zur Nationalversammlung 1981 und legte sein Mandat vorzeitig nieder. Daraufhin wurde Jean Rigal bei einer Nachwahl am 30. November 1980 als Abgeordneter abgelöst, der später auch sein Nachfolger als Bürgermeister wurde.
Er unterstützte allerdings die Kandidatur Mitterrands bei der Präsidentschaftswahl 1981, bei denen dieser mit 15.708.262 Stimmen (51,76 Prozent) den amtierenden Staatspräsidenten Valéry Giscard d’Estaing besiegte, der nur	14.642.306 Stimmen (48,24 Prozent) bekam.
Nach seinem Ausscheiden aus dem Parlament wurde er 1980 als Nachfolger von Aimé Paquet Médiateur de la République, eine unabhängige Autorität für die Beziehungen zwischen Bürgern und Verwaltung, und bekleidete dieses Amt bis zu seiner Ablösung durch Paul Legatte 1986. Er selbst wiederum löste Legatte am 4. März 1986 als Mitglied des Conseil constitutionnel und gehörte diesem Verfassungsgericht bis zu seiner Ablösung durch Michel Ameller am 4. März 1995 an.

## Hintergrundliteratur
- Samuel Deguera: Robert Fabre. Un radical sous la Vème République, 2003, ISBN 978-2747540933